# Condado de Međimurje
El condado de Međimurje (en croata, Međimurska županija) es un condado de Croacia. Según el censo de 2021, tiene una población de 105 250 habitantes.
Tiene forma de triángulo y está localizado en la zona más septentrional de Croacia.
En la parte occidental del condado hay laderas de montañas alpinas, mientras que la parte oriental alcanza la llanura panónica.
Limita con Eslovenia y Hungría.

## Nombre y símbolos
La región es conocida como Hortus Croatiae (el jardín de Croacia).
La tórtola europea (grlica, en croata), así como la violeta (ljubičica), son los símbolos locales no oficiales.
Los habitantes nombran el condado de forma cariñosa como Međimurje malo ("Pequeño Međimurje").

## División administrativa
El condado de Međimurje está dividido en 25 distritos o unidades de autogobierno local: 3 ciudades administrativas (en croata, grad) y 22 municipios:

### Ciudades administrativas
- Čakovec
- Mursko Središće
- Prelog

### Municipios
- Belica
- Dekanovec
- Domašinec
- Donja Dubrava
- Donji Kraljevec
- Donji Vidovec
- Goričan
- Gornji Mihaljevec
- Kotoriba
- Mala Subotica
- Nedelišće
- Orehovica
- Podturen
- Pribislavec
- Selnica
- Strahoninec
- Sveta Marija
- Sveti Juraj na Bregu
- Sveti Martin na Muri
- Šenkovec
- Štrigova
- Vratišinec